# از تنها بودن می‌ترسیم
«از تنها بودن می‌ترسیم» (انگلیسی: Scared to Be Lonely) نام ترانه‌ای از مارتین گریکس و دوآ لیپا است که در ۲۰۱۷ منتشر شد و در چارت‌های دانمارک، فنلاند، لاتویا، مالزی، هلند، نیوزلند، نروژ، پرتغال و سوئد به رتبه زیر ده رسید.